# Преполек, Кайл
Кайл Преполек (англ. Kyle Prepolec; род. 30 августа 1989 год, Виндзор, Онтарио, Канада) — канадский боец смешанных боевых искусств, выступающий в лёгком весе Ultimate Fighting Championship. Бывший чемпион TXC и BTC в лёгком весе.

## Биография
Кайл Преполец родился и вырос в Виндзоре, Онтарио. Он, как и многие канадцы, любил играть в хоккей, пока не начал заниматься боксом, найдя свое истинное призвание в боевых видах спорта. Он занимался борьбой в течение двух лет в старшей школе, посещая среднюю школу Риверсайд, а после окончания школы начал работать в строительстве и ремонте домов. В 2008 году Преполек решил продолжить карьеру в смешанных боевых искусствах.

## Карьера

### Ранняя карьера
Преполек начал профессионально выступать в смешанных единоборствах в 2008 году, он сражался в региональных промоушенах, в основном в Канаде и Америке, заработав себе рекорд 14-5, включая два боя в Bellator против Лэнса Сноу и Джейсона Фишера на Bellator 64 и Bellator 76. За это время он успел завоевать 2 чемпионских титула в 2 отдельных промоушенах. Он завоевал титул BTC в лёгком весе, и титул TXC в легком весе, тогда его пригласили подписать контракт с Ultimate Fighting Championship в 2019 году. 

### Ultimate Fighting Championship
Впервые выйдя в октагон, Кайл вышел на коротком уведомлении всего за неделю до боя, в полусредней весовой категории против ветерана UFC Нордином Талебом в своем дебютном бою 4 мая 2019 года на турнире UFC Fight Night 151. Он проиграл бой единогласным решением судей. 
Вернувшись в легкий вес, Преполек встретился с Остином Хаббардом 14 сентября 2019 года на UFC Fight Night 158. Преполек проиграл бой единогласным решением судей.
19 марта 2020 года, залечивая травму, Преполек заявил, что он освобожден от участия в промоушене.

### Карьера после UFC
Вернувшись в строй после карантина из-за COVID-19, Кайл Преполек встретился с соотечественником из Канады Майклом Дюфортом в первом главном событии Samuorai 1 за титул чемпиона SMMA в легком весе 19 ноября 2021 года. Он выиграл бой раздельным решением судей, став первым чемпионом промоушена в легком весе. 
Преполец встретился с ветераном UFC Шейном Кэмпбеллом 4 марта 2022 года на Unified MMA 43 в бою в легком весе. Он проиграл бой единогласным решением судей. 
Преполец встретился с Марко Антонио Эльпидио 22 октября 2022 года на PFC 14. Он выиграл бой нокаутом с помощью удара ногой в голову в первом раунде.
Преполек встретился с Джошем Генри 23 апреля 2023 года на турнире PFC 16: Mein vs. Chavez, одержав победу техническим нокаутом в первом раунде.

### Возвращение в UFC
Преполек заменит травмированного Йоэля Альвареса, и выйдет на недельном уведомлении против 13 номера рейтинга Бенуа Сен-Дени 10 мая 2025 года на турнире UFC 315. Кайл проиграл удушающим приёмом «ручной треугольник» во втором раунде.

## Статистика в смешанных единоборствах
| Боёв 27  | Побед 18 | Поражений 9 |
| -------- | -------- | ----------- |
| Нокаутом | 10       | 0           |
| Сдачей   | 4        | 3           |
| Решением | 4        | 6           |

| Результат | Рекорд | Соперник              | Способ                          | Турнир                                | Дата             | Раунд | Время | Место                               | Примечание                                                                  |
| --------- | ------ | --------------------- | ------------------------------- | ------------------------------------- | ---------------- | ----- | ----- | ----------------------------------- | --------------------------------------------------------------------------- |
| Поражение | 18-9   | Бенуа Сен-Дени        | Сдача (ручной треугольник)      | UFC 315                               | 10 мая 2025      | 2     | 2:35  | Монреаль, Квебек, Канада            |                                                                             |
| Победа    | 18–8   | Gustavo Wurlitzer     | TKO (punches)                   | BTC 24                                | 8 июня 2024      | 1     | 3:04  | Burlington, Ontario, Canada         |                                                                             |
| Победа    | 17–8   | Josh Henry            | TKO (head kick and punches)     | Prospect FC 16                        | 23 апреля 2023   | 1     | 2:14  | Toronto, Ontario, Canada            |                                                                             |
| Победа    | 16–8   | Marco Antonio Elpidio | KO (head kick)                  | Prospect FC 14                        | 22 октября 2022  | 1     | 3:23  | London, Ontario, Canada             |                                                                             |
| Поражение | 15–8   | Shane Campbell        | Decision (unanimous)            | Unified MMA 43                        | 4 марта 2022     | 3     | 5:00  | Enoch, Alberta, Canada              | Catchweight (165 lb) bout.                                                  |
| Победа    | 15–7   | Michael Dufort        | Decision (split)                | Samourai MMA 1                        | 19 ноября 2021   | 5     | 5:00  | Montreal, Quebec, Canada            | Won the inaugural SMMA Lightweight Championship.                            |
| Поражение | 14–7   | Austin Hubbard        | Decision (unanimous)            | UFC Fight Night: Cowboy vs. Gaethje   | 14 сентября 2019 | 3     | 5:00  | Vancouver, British Columbia, Canada | Return to Lightweight.                                                      |
| Поражение | 14–6   | Nordine Taleb         | Decision (unanimous)            | UFC Fight Night: Iaquinta vs. Cowboy  | 4 мая 2019       | 3     | 5:00  | Ottawa, Ontario, Canada             | Welterweight debut.                                                         |
| Победа    | 14–5   | Cody Pfister          | Decision (unanimous)            | BTC 5                                 | 9 марта 2019     | 3     | 5:00  | Windsor, Ontario, Canada            | Catchweight (160 lb) bout.                                                  |
| Победа    | 13–5   | Scott Hudson          | TKO (punches)                   | BTC 3                                 | 23 июня 2018     | 2     | 1:44  | Burlington, Ontario, Canada         | Super Lightweight debut. Won the vacant BTC Super Lightweight Championship. |
| Победа    | 12–5   | Troy Lamson           | Decision (unanimous)            | KOTC: Second Coming                   | 5 августа 2017   | 3     | 5:00  | Wyandotte, Michigan, United States  |                                                                             |
| Победа    | 12–4   | David Newport         | TKO (body punch)                | WXC 66                                | 13 января 2017   | 2     | 3:49  | Southgate, Michigan, United States  |                                                                             |
| Победа    | 11–4   | Adrian Hadribeaj      | KO (spinning backfist)          | TXC Legends 7                         | 20 февраля 2016  | 4     | 4:01  | Novi, Michigan, United States       | Won the TXC Lightweight Championship.                                       |
| Поражение | 10–4   | Alex Ricci            | Decision (unanimous)            | Global Warriors FC 2                  | 30 мая 2015      | 3     | 2:03  | Burlington, Ontario, Canada         |                                                                             |
| Победа    | 10–3   | Damion Hill           | Submission (rear naked choke)   | Provincial FC 3                       | 18 октября 2014  | 2     | 0:00  | London, Ontario, Canada             |                                                                             |
| Победа    | 9–3    | Keven Morin           | Decision (unanimous)            | Provincial FC 2                       | 8 марта 2014     | 3     | 5:00  | London, Ontario, Canada             |                                                                             |
| Победа    | 8–3    | Adam Assenza          | TKO (knees)                     | Provincial FC 1                       | 26 октября 2013  | 2     | 4:40  | London, Ontario, Canada             |                                                                             |
| Поражение | 7–3    | Kevin Lee             | Submission (rear-naked choke)   | Michiana Fight League 29              | 13 апреля 2013   | 2     | 2:17  | South Bend, Indiana, United States  | Catchweight (158 lb) bout; both fighters missed weight.                     |
| Поражение | 7–2    | Jason Fischer         | Submission (arm-triangle choke) | Bellator 76                           | 12 октября 2012  | 3     | 3:19  | Windsor, Ontario, Canada            |                                                                             |
| Победа    | 7–1    | Jason Meisel          | Submission (triangle choke)     | Score Fighting Series 5               | 25 августа 2012  | 2     | 2:58  | Hamilton, Ontario, Canada           | Return to Lightweight.                                                      |
| Победа    | 6–1    | Lance Snow            | Submission (armbar)             | Bellator 64                           | 6 апреля 2012    | 2     | 2:54  | Windsor, Ontario, Canada            | Catchweight (160 lb) bout.                                                  |
| Поражение | 5–1    | Mustafa Khalil        | Decision (unanimous)            | Wreck MMA 8                           | 28 октября 2011  | 3     | 5:00  | Gatineau, Quebec, Canada            | Featherweight debut; Prepolec missed weight (149 lb).                       |
| Победа    | 5–0    | Benoit Guionnet       | TKO (punches)                   | Ultimate Generation Combat 28         | 1 октября 2011   | 1     | 2:19  | Montreal, Quebec, Canada            |                                                                             |
| Победа    | 4–0    | Keven Pellerin        | TKO (punches)                   | Ringside MMA: Rising Star 3           | 14 мая 2011      | 1     | 3:36  | Montreal, Quebec, Canada            |                                                                             |
| Победа    | 3–0    | Pete Brown            | Decision (unanimous)            | Fighting Spirit MMA: Under Fire       | 30 мая 2009      | 3     | 5:00  | Oneida 41, Ontario, Canada          | Catchweight (165 lb) bout.                                                  |
| Победа    | 2–0    | Jayson Dawns          | Submission (triangle choke)     | Fighting Spirit MMA: Bloody Valentine | 14 февраля 2009  | 2     | 4:04  | Oneida 41, Ontario, Canada          |                                                                             |
| Победа    | 1–0    | Justin Potter         | TKO (punches)                   | Fighting Spirit MMA: Superfights      | 18 октября 2008  | 1     | 0:30  | Oneida 41, Ontario, Canada          | Lightweight debut.                                                          |